# Miss USA 2010

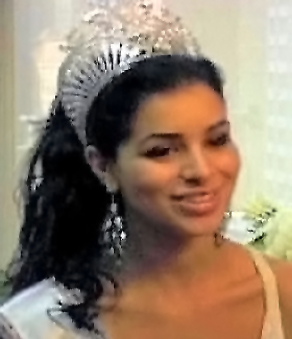
Rima Fakih, Miss USA 2010

Miss USA 2010 byl 59. ročníkem soutěže Miss USA. Uskutečnil se 16. května 2010 a stejně jako v předchozích dvou ročnících se konal v Las Vegas. Vítězkou se stala zástupkyně státu Michigan Rima Fakih, kterou na závěr soutěže korunovala dosavadní úřadující Miss USA 2009 Kristen Dalton.

## Zvolené kandidátky
| Stát                 | Jméno              | Město            | Věk | Umístění na Miss USA | Ceny na Miss USA | Poznámky                                                                                   |
| -------------------- | ------------------ | ---------------- | --- | -------------------- | ---------------- | ------------------------------------------------------------------------------------------ |
| Alabama              | Audrey Moore       | Auburn           | 20  |                      |                  |                                                                                            |
| Aljaška              | Sarah Temple       | Eagle River      | 21  |                      |                  |                                                                                            |
| Arizona              | Brittany Bell      | Phoenix          | 22  |                      |                  |                                                                                            |
| Arkansas             | Adrielle Churchill | Dover            | 24  |                      |                  |                                                                                            |
| Kalifornie           | Nicole Johnson     | Westlake Village | 24  |                      |                  |                                                                                            |
| Colorado             | Jessica Hartman    | Pueblo           | 18  |                      |                  |                                                                                            |
| Connecticut          | Ashley Bickford    | Torrington       | 24  |                      |                  |                                                                                            |
| Delaware             | Julie Citro        | Wilmington       | 26  |                      |                  |                                                                                            |
| District of Columbia | MacKenzie Green    | Washington, D.C. | 20  |                      |                  |                                                                                            |
| Florida              | Megan Clementi     | Orlando          | 25  |                      |                  |                                                                                            |
| Georgie              | Cassady Lance      | Savannah         | 24  |                      |                  | Bývalá Miss Georgia Teen USA 2003                                                          |
| Havaj                | Renee Nobriga      | Pupukea          | 25  |                      |                  |                                                                                            |
| Idaho                | Jessca Hellwinkel  | Boise            | 19  |                      |                  |                                                                                            |
| Illinois             | Ashley Bradarich   | Homer Glen       | 23  |                      |                  |                                                                                            |
| Indiana              | Allison Biehle     | North Vernon     | 21  |                      |                  |                                                                                            |
| Iowa                 | Katherine Connors  | Bettendorf       | 20  |                      |                  |                                                                                            |
| Kansas               | Bethany Gerber     | Cowley County    | 20  |                      |                  |                                                                                            |
| Kentucky             | Kindra Clark       | Mount Washington | 19  |                      |                  |                                                                                            |
| Louisiana            | Sara Brooks        | Lafayette        | 21  |                      |                  |                                                                                            |
| Maine                | Katie Whittier     | New Gloucester   | 26  |                      |                  |                                                                                            |
| Maryland             | Simone Feldman     | North Potomac    | 23  |                      |                  |                                                                                            |
| Massachusetts        | Lacey Wilson       | Boston           | 25  |                      |                  | Bývalá Miss Illinois Teen USA 2002                                                         |
| Michigan             | Rima Fakih         | Dearborn         | 23  |                      |                  |                                                                                            |
| Minnesota            | Courtney Basara    | Duluth           | 19  |                      |                  |                                                                                            |
| Mississippi          | Breanne Ponder     | Hattiesburg      | 20  |                      |                  |                                                                                            |
| Missouri             | Ashley Strohmier   | Jefferson City   | 20  |                      |                  |                                                                                            |
| Montana              | Annie Anseth       | Billings         | 19  |                      |                  |                                                                                            |
| Nebraska             | Belinda Wright     | Scotia           | 21  |                      |                  |                                                                                            |
| Nevada               | Julianna Erdesz    | Reno             | 25  |                      |                  | Bývalá Miss Nevada 2008                                                                    |
| New Hampshire        | Nicole Houde       | Manchester       | 23  |                      |                  |                                                                                            |
| New Jersey           | Chenoa Greene      | Atco             | 24  |                      |                  |                                                                                            |
| Nové Mexiko          | Rosanne Aguilar    | Sunland Park     | 23  |                      |                  | Sestra Raelene Aguilar je bývalou Miss New Mexico USA 2008 & Miss New Mexico Teen USA 2000 |
| New York             | Davina Reeves      | Manhattan        | 26  |                      |                  |                                                                                            |
| Severní Karolína     | Nadia Moffett      | High Point       | 24  |                      |                  |                                                                                            |
| Severní Dakota       | Taylor Kearns      | Fargo            | 20  |                      |                  | Bývalá Miss North Dakota Teen USA 2007                                                     |
| Ohio                 | Amanda Tempel      | Cincinnati       | 19  |                      |                  |                                                                                            |
| Oklahoma             | Morgan Woolard     | Stillwater       | 21  |                      |                  | Bývalá Miss Oklahoma Teen USA 2006 a Top 15 na Miss Teen USA 2006.                         |
| Oregon               | Kate Paul          | Bend             | 24  |                      |                  |                                                                                            |
| Pensylvánie          | Gina Cerilli       | Greensburg       | 23  |                      |                  |                                                                                            |
| Rhode Island         | Kristina Primavera | Narragansett     | 22  |                      |                  | Bývalá Miss Rhode Island Teen USA 2003                                                     |
| Jižní Karolína       | Rachel Law         | Greenville       | 21  |                      |                  |                                                                                            |
| Jižní Dakota         | Emily Miller       | Irene            | 21  |                      |                  |                                                                                            |
| Tennessee            | Tucker Perry       | Franklin         | 20  |                      |                  |                                                                                            |
| Texas                | Kelsey Moore       | El Paso          | 19  |                      |                  |                                                                                            |
| Utah                 | Katya Feinstein    | Centerville      | 19  |                      |                  | Bývalá Miss Utah Teen USA 2008                                                             |
| Vermont              | Nydelis Ortiz      | Essex Junction   | 20  |                      |                  |                                                                                            |
| Virginiel            | Samantha Casey     | Jeffersonton     | 21  |                      |                  | Bývalá Miss Virginie Teen USA 2006 a 3.vicemiss na Miss Teen USA 2006                      |
| Washington           | Tracy Turnure      | Seattle          | 23  |                      |                  | Dvojče Tary Turnure, bývalé Miss Washington USA 2009.                                      |
| Západní Virginie     | Erica Goldsmith    | Mineral Wells    | 23  |                      |                  |                                                                                            |
| Wisconsin            | Courtney Lopez     | Racine           | 19  |                      |                  | Bývalá Miss Wisconsin Teen USA 2008                                                        |
| Wyoming              | Claire Schreiner   | Gillette         | 22  |                      |                  |                                                                                            |